# Липпер, Элинор
Элинор Липпер (нем. Elinor Lipper, 5 июля 1912, Брюссель — 9 октября 2008, Тичино) — швейцарская коммунистка германско-нидерландского происхождения, которая провела 11 лет в заключении в СССР и затем написала об этом воспоминания.

## Биография
Элинор Липпер родилась в семье германского предпринимателя еврейского происхождения Оскара Саломона Липера, который жил в Бельгии. Во время Первой мировой войны он с семьёй перебрался в Нидерланды. В 1921 году он развелся с матерью Элеонор и переселился в Швейцарию. Мать Элеонор, Лили, вновь вышла замуж и переселилась с мужем на Мальорку.
В 1931 году Элинор начала изучать медицину в Германии, сначала во Фрайбурге, затем в Берлине. Там она заинтересовалась коммунистическими идеями.
После прихода к власти в Германии нацистов в марте 1933 года Элинор перебралась к родственникам в Швейцарию.
Осенью 1933 года она прибыла в Турин, чтобы продолжить там обучение медицине. Но из-за отсутствия необходимых документов из Германии она была вынуждена вернуться в Швейцарию и продолжить обучение там. В мае 1934 года она вступила в Коммунистическую партию Швейцарии. Она стала курьером отдела международных связей Исполнительного комитета Коминтерна.
В сентябре 1935 года швейцарские власти приняли решение о её высылке из Швейцарии как гражданки Германии, которая незаконно работает в Швейцарии. Тогда коммунистическая партия устроила её фиктивный брак с швейцарским гражданином Конрадом Веттерли, и она получила швейцарское гражданство. Как курьер Коминтерна она ездила по Европе по поддельным паспортам на различные имена.
В мае 1937 года она прибыла в Москву под именем «Элеонора Веттерли» вместе с германским коммунистом Вильгельмом Даннеманом, приехавшим в СССР под именем «Конрад Веттерли» (видимо, фиктивный муж Элинор отдал ему свой паспорт). Там они поселились в гостинице «Люкс» под именами «Руфь Цандер» и «Виктор Цандер».
26 июля 1937 года Элинор и Даннеман были арестованы. Даннеман погиб в заключении, а Элинор была приговорена к 5 годам заключения по обвинению в «контрреволюционной деятельности» и отправлена в СВИТЛ, куда прибыла в июне 1939 года.
В связи с Великой Отечественной войной после окончания пятилетнего срока заключения она не была освобождена. В 1946 году она забеременела в лагере и в декабре 1946 года её перевели в лагерь в Актюбинске, где 27 января 1947 года она родила дочь Евгению.
В сентябре 1947 года Элинор с дочерью перевели в лагерь в Бресте для последующей репатриации в Германию (советские власти считали её гражданкой Германии).
В ноябре 1947 года жившая в Германии Ингебург Ржиманн написала в швейцарское консульство о том, что её репатриировавшаяся в Германию племянница в лагере в СССР встречала швейцарскую гражданку Руфь Цандер, которая сейчас содержится в Бресте. Швейцарские власти, однако, по понятным причинам, не нашли свидетельств о существовании швейцарской гражданки Руфь Цандер.
Но в том же ноябре 1947 года Элинор смогла через репатриировавшуюся австрийку сообщить о себе в швейцарское посольство в Варшаве. Швейцарские власти выяснили, что швейцарская гражданка Эленор Веттерли-Липпер существует и потребовали от советских властей её освобождения.
В апреле 1948 года Элинор с дочерью отправили в транзитный лагерь в советской оккупационной зоне Германии, а в июне 1948 года они прибыли в Цюрих, где жила тетя Элинор.
Весной-летом 1950 года Элинор опубликовала в швейцарской газете Basler Arbeiter-Zeitung свои воспоминания о заключении в СССР. В том же году они были изданы отдельной книгой (Elf Jahre in sowjetischen Gefängnissen und Lagern. Verlag Oprecht, Zürich 1950), затем они были переведены на английский язык и изданы в Великобритании (Eleven Years In Soviet Prison Camps, Henry Regnery Company, 1951). В июне 1950 года Элинор пригласили на Конгресс за свободу культуры в Западном Берлине. На пути туда она познакомилась с композитором Николаем Набоковым. Некоторое время между ними были отношения, но затем в марте 1951 года Элинор вышла замуж за швейцарского врача еврейского происхождения Джаста Роберта Каталу (её фиктивный муж Конрад Веттерли в 1944 году развёлся с ней).
В конце 1950 года Элинор выступила в качестве свидетеля на судебном процессе в Париже по делу Давида Руссе, которого французские коммунисты обвинили в лжи о заключенных в СССР. Осенью 1951 года она выступала в США с лекциями о советских лагерях. После публикации воспоминаний Элинор в США бывший вице-президент США Генри Уоллес публично признался в печати, что он не имел никакого представления о том, что Магадан, который он посетил в 1944 году, был центром лагерей, в которых содержались политические и уголовные заключенные. В январе 1952 года Элинор встретилась с Уоллесом и рассказывала ему о лагерях.
Затем она некоторое время жила на Мадагаскаре, где её муж работал врачом, а потом возвратилась с ним в Швейцарию.
Элинор перевела ряд книг с французского языка на немецкий. Её дочь также стала переводчицей.